# Michael Eggert
Michael Eggert (* 29. September 1952) ist ein ehemaliger deutscher Fußballspieler.

## Karriere
Eggerts Profikarriere begann im Ruhrgebiet beim VfL Bochum. Sein Erstligadebüt gab er am 2. Juni 1973, dem 33. Spieltag der Saison 1972/73, gegen Rot-Weiß Oberhausen, als er in der 70. Spielminute für Hans-Werner Hartl eingewechselt wurde. Schon in der Folgesaison konnte er sich einen Stammplatz erkämpfen. Bis zu seinem Weggang 1980 war er in der Bochumer Elf gesetzt. Zur Saison 1980/81 folgte ein Transfer zum 1. FC Nürnberg, bei dem er allerdings bald nur noch Reservist war. Nachdem er 1982 aussortiert wurde, setzte er sein Jurastudium fort und war Assistent der Geschäftsführung einer Nürnberger Immobilienfirma.
Später spielte er noch für den unterklassigen FSV Bad Windsheim.

### Statistik
| Liga       | Spiele (Tore) |
| ---------- | ------------- |
| Bundesliga | 233 (30)      |
| Wettbewerb |               |
| DFB-Pokal  | 023 0(1)      |

| Saison  | Verein         | Liga       | Spiele 1 | Tore |
| ------- | -------------- | ---------- | -------- | ---- |
| 1972/73 | VfL Bochum     | Bundesliga | 2        | 1    |
| 1973/74 | VfL Bochum     | Bundesliga | 25       | 2    |
| 1974/75 | VfL Bochum     | Bundesliga | 29       | 2    |
| 1975/76 | VfL Bochum     | Bundesliga | 32       | 4    |
| 1976/77 | VfL Bochum     | Bundesliga | 32       | 3    |
| 1977/78 | VfL Bochum     | Bundesliga | 32       | 3    |
| 1978/79 | VfL Bochum     | Bundesliga | 31       | 8    |
| 1979/80 | VfL Bochum     | Bundesliga | 23       | 3    |
| 1980/81 | 1. FC Nürnberg | Bundesliga | 16       | 2    |
| 1981/82 | 1. FC Nürnberg | Bundesliga | 11       | 2    |

## Sonstiges
Aufgrund seiner lockigen Frisur wurde Eggert auch „Pudel“ genannt.